# Corso Francia

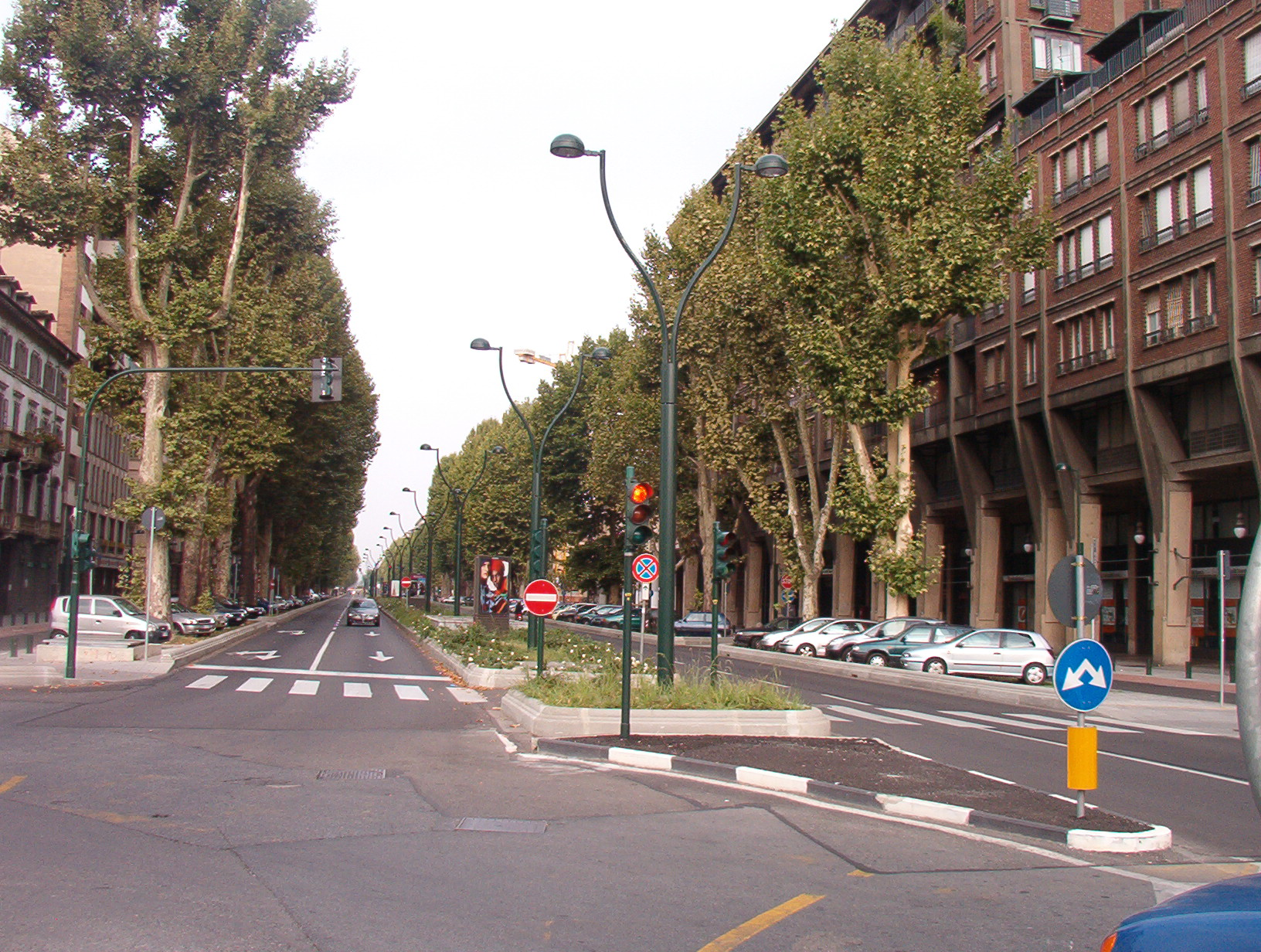
Początek Corso Francia na Piazza Statuto

Corso Francia – jedna z głównych ulic Turynu. Dwujezdniowa arteria ciągnie się równoleżnikowo. Droga powstała w 1711 z inicjatywy Wiktora Amadeusza II. Corso Francia liczy 11,6 kilometrów i jest najdłuższą biegnącą w linii prostej ulicą Europy. Arteria zaczyna się w ścisłym centrum miasta na Piazza Statuto i biegnie w kierunku zachodnim. Od tego momentu pod ulicą poprowadzona jest linia metra M1 (9 stacji). Po kilku kilometrach Corso Francia opuszcza granice administracyjne Turynu i wbiega na terytorium Collegno. Tuż przed węzłem z autostradą A55 ulica wkracza na teren Rivoli. W centrum tego miasteczka ulica kończy bieg.